# 울리케 크룸비겔

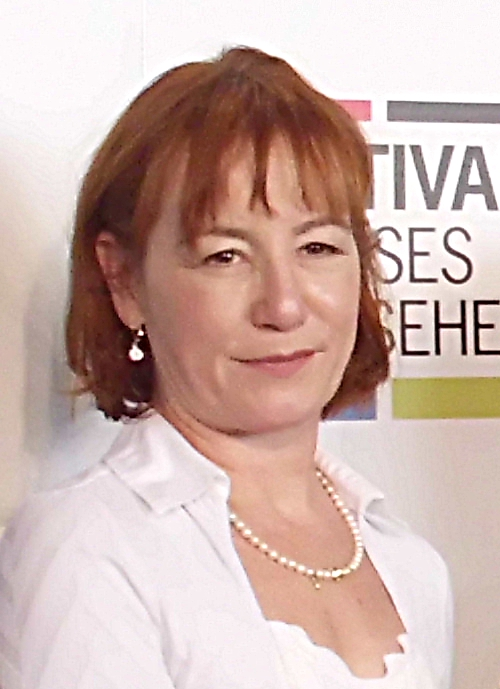

울리케 크룸비겔(Ulrike Krumbiegel, 1961년 12월 16일 ~ )은 독일의 연극 배우, 영화배우이다.
베를린에서 태어났다.

## 영화
- 베를린의 여인 (2008년)
- 하운드 (2007년)
- 항체 (2005년)
- 다운폴 (2004년) - 도로시 크란즈 역
- 아버지의 그늘 (2002년)